# G.723.1
G.723.1은 음성 오디오를 30 ms로 압축하는 음성을 위한 오디오 코덱이다.

## 기능
- 샘플링 주파수 8 kHz/16 비트 (30 ms 프레임에 240번 샘플링)
- 고정 비트레이트(5.3 kbit/s 6.3 kbit/s 24바이트 30ms 프레임)
- 각 레이트 당 고정 프레임 크기(5.3 kbit/s 20바이트 30 ms 프레임, 6.3 kbit/s 24 바이트 30 ms 프레임)
- 알고리즘적 지연시간은 37.5 ms/프레임, 75 ms look-ahead 지연
- G.723은 다목적 최대 유사 양자화(MP-MLQ)를 사용하는 높은 비트레이트와, ACELP를 이용한 낮은 비트레이트를 지원하는 하이브리드 음성 코더이다.
- 알고리즘 복잡도는 25로 맞춰져 있다. G.711은 1이고 G.729a는 15인 상대적 규모를 사용한다.
- G.723.1 부록 A는 안정 소음 발생을 위해 4 바이트 무음 삽입 서술기(SID) 프레임을 정의한다.
- 이상적인 조건 하에서 테스트 했을 때 PSQM은 G.711(μ-law)이 4.45점을 낸 것과 대비하여 G.723.1가 4.08점의 평균 오피니언 평점을 도출해냈다.
- 네트워크 부하 상태에서 테스트 했을 때 PSQM은 G.711(μ-law)이 4.13점을 낸 것과 대비하여 G.723.1가 3.57점의 평균 오피니언 평점을 도출해냈다.

## 라이선스
G.723.1의 사용하기 위해서는 알고리즘을 커버하는 특허를 위한 라이선스를 필요로 한다. 마지막 특허는 2014년에 만료된다.
G.723.1에 대한 허가된 지적재산권 라이센스 관리자는 '사이프로 랩 텔레콤'(Sipro Lab Telecom)이다.
G.723.1 특허 풀의 구성원은 오디오코즈(기업), 프랑스 텔레콤, 쉐브룩 대학, 일본전신전화 주식회사다.